# Конференция ООН по изменению климата (2024)
Конференция ООН по изменению климата 2024 года или Рамочная конвенция ООН об изменении климата 2024 года, более известная как COP29, стала 29-й конференцией Организации Объединенных Наций по изменению климата.
COP29 прошёл в Баку (Азербайджан) с 11 по 22 ноября 2024 года. Президентом COP29 в январе 2024 года избран Мухтар Бабаев. Самир Нуриев возглавил Организационный комитет.
Выбор Азербайджана в качестве принимающей страны вызвал противоречия, так как его экономика в значительной степени зависит от ископаемого топлива, а критики указывают на нарушения прав человека, включая аресты климатических активистов.
Конференция стала первой климатической конференцией ООН на постсоветском пространстве.

## Предыстория
22 апреля 2016 года Азербайджан подписал Парижское соглашение в рамках Рамочной конвенции Организации Объединенных Наций об изменении климата (РКИК ООН). Оно было ратифицировано 9 января 2017 года и вступило в силу 8 февраля 2017 года.
В 2018 году «Oikos Baku», студенческая неправительственная организация, ориентированная на устойчивое развитие и лидерство, организовала модельную конференцию под названием «COP23.5». Целью конференции было обучить молодых лидеров в Азербайджане, вооружив их навыками участия в глобальных климатических дискуссиях. В конференции приняли участие более 30 делегатов, представлявших различные страны. На конференции обсуждались решение климатических проблем и формулирование устойчивых решений для будущих действий.

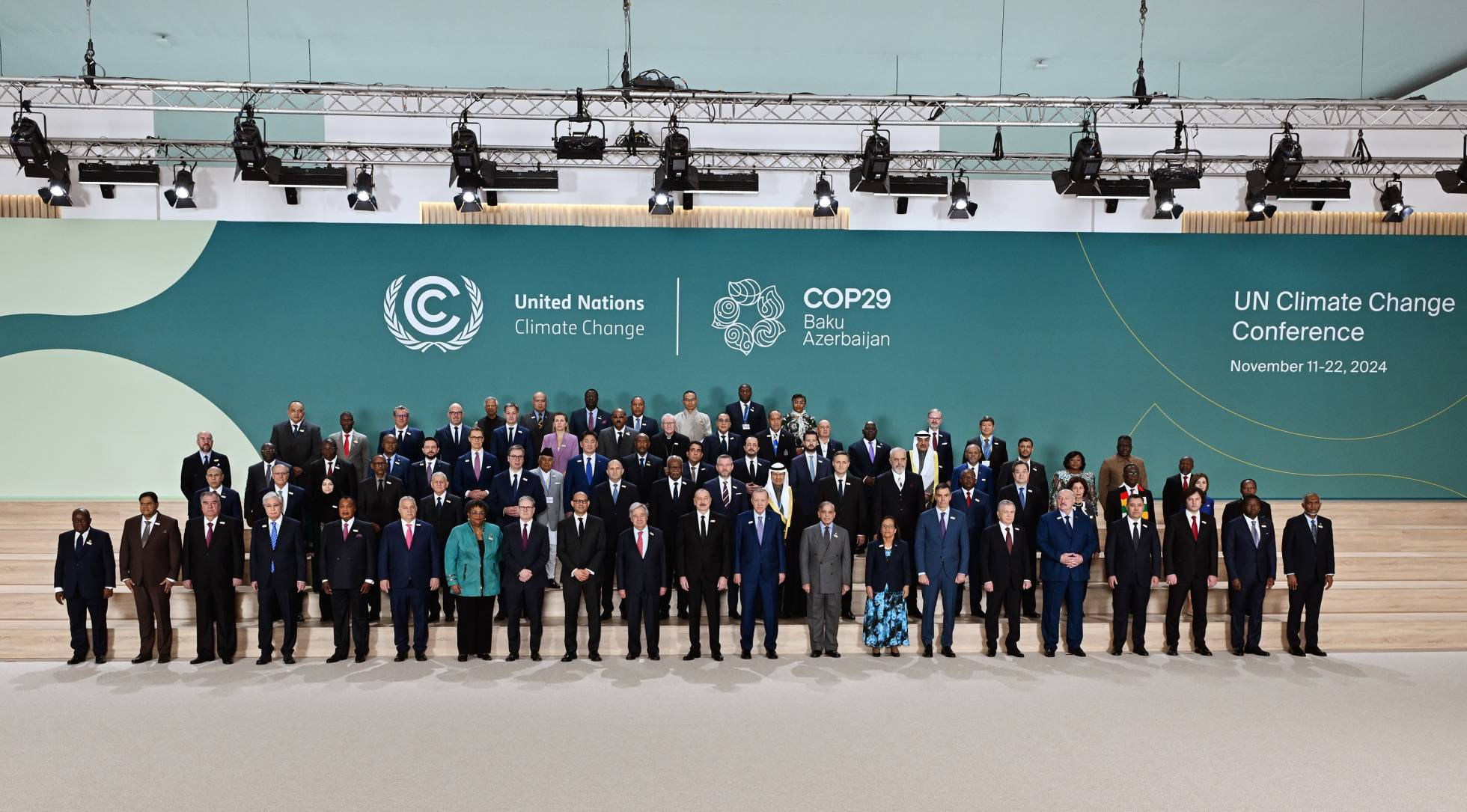
Саммит лидеров COP29

## Место проведения

### Голосование
Саммит должен был проходить в одной из стран восточноевропейской группы. Однако Россия заблокировала выбор тех стран, которые осудили её вторжение на Украину. Проведение конференции в Азербайджане стало возможным после того, как Армения, также претендовавшая на проведение этого форума, сняла своё вето. Майкл Рубин объяснил это тем, что Армения сделала это в результате шантажа. Он отмечал, что «Азербайджан использовал захваченных им армянских заложников в качестве разменной монеты, заявив посредникам, что освободит их только в том случае, если Армения откажется от своей заявки. Государственный департамент США, стремясь заключить мир между Арменией и Азербайджаном, призвал премьер-министра Армении Никола Пашиняна согласиться с этим требованием. Он отменил заявку, но Азербайджан продолжал удерживать армянских пленных и оккупировать более 200 квадратных километров юридически признанной армянской территории».
В декабре 2023 года Азербайджан был объявлен принимающей стороной Конференции ООН по изменению климата 2024. В свою очередь, правозащитники заявили, что Азербайджан усилил репрессии против свободы слова и гражданского общества после того, как страна была выбрана для проведения важнейшего климатического саммита. Кроме этого аналитики подчеркнули, что отсутствие чётких правил для стран-хозяек климатических саммитов позволяет авторитарным и коррумпированным режимам легко получить право на их проведение.
Правозащитная организация Amnesty International отметила, что решение о проведении СОР29 в Азербайджане спровоцировало новые репрессии в стране. Власти подвергли судебному преследованию более десятка активистов и журналистов, освещавших климатический кризис. 23 октября 2024 года Европарламентом была принята «Резолюция о ситуации в Азербайджане, нарушении прав человека и международного права и отношениях с Арменией», в которой отмечалось что выбор Баку в качестве места проведения экологического саммита вызвал споры, в частности, из-за ухудшения ситуации с правами человека в Азербайджане, вопиющих нарушений международного права, включая агрессивное поведение по отношению к соседней Армении. В резолюции говорилось, что в преддверии крупной международной конференции власти Азербайджана усилили репрессии в отношении организаций, гражданского общества, активистов, оппозиционных политиков и оставшихся независимых СМИ. Принятый документ призывал лидеров ЕС использовать COP29 как возможность напомнить Азербайджану о его международных обязательствах. Резолюция требует от Азербайджана соблюдения прав человека и свободы слова, освобождения всех политзаключенных, включая 23 армянских военнопленных.

### Критика
Ряд ученых и политиков призвали Организацию Объединенных Наций не проводить конференции по вопросам изменения климата в странах, которые не поддерживают поэтапный отказ от ископаемого топлива. Несмотря на то, что Азербайджан подписал Парижское соглашение, Баку за шесть лет ни разу не сообщил о количестве выбросов страны в атмосферу. Анализ, проведённый группой экологов, показал, что выбросы токсичных веществ в атмосферу в Азербайджане растут с каждым годом, и достигли в 2023 году десятилетнего максимума. Главным виновником такого положения стал нефтегазовый сектор Азербайджана. Анализ спутниковых данных, проведённый некоммерческой организацией «Global Witness», показал, что объём сжигаемого газа на нефтегазовых объектах в Азербайджане с 2018 года увеличился на 10,5 процента. Учитывая ежегодный рост выбрасываемых газов, экологические организации выразили сомнение в том, что к 2030 году подобная практика в Азербайджане будет исключена.
Transparency International посчитала проведение климатической конференции в Баку «тревожным конфликтом интересов». Организация «Oil Change International» назвала действия Азербайджана  гринвошингом (англ. greenwashing – «озеленение» репутации).  Экологическая активистка Грета Тунберг отметила, что она критически относится к проведению климатического саммита в Азербайджане. В своём интервью она заявила: 
В очередной раз саммит по климату проводится в стране с авторитарным режимом, который нарушает права человека как у себя в стране, так и не в последнюю очередь в отношении армян. Режим использует грязное ископаемое топливо для экспорта и отчаянно пытается подавить голоса, стремящиеся к переменам. Все политические заключенные должны быть освобождены. Мы не можем добиться климатической справедливости без социальной справедливости для всех.
«Financial Times» также отметила, что саммит будет проводиться третий год подряд в авторитарном государстве с сомнительной репутацией в области прав человека, которое чуть больше года назад силой решило территориальной спор с Арменией, в результате чего свыше 100 тысяч армян покинули Нагорный Карабах, и по меньшей мере 23 армянских политических заключенных содержатся в тюрьмах Азербайджана. Правозащитные организации призвали оказать давление на Баку, чтобы он перестал давить на критиков, СМИ и гражданское общество. По оценкам местных правозащитников, всего в стране насчитывается около 300 политических заключенных. Кроме этого, издание отмечает, что Азербайджан трубит о прогрессе в расширении возобновляемой энергии у себя дома, при этом заявляя, что увеличивает добычу нефти и газа.
«Financial Times» призвало международные правительства и участников использовать возможность, чтобы надавить на принимающую страну по поводу её демократического статуса.
«Charlie Hebdo» в статье, посвящённой форуму, поставила под сомнение целесообразность проведения климатического саммита в Азербайджане, где отсутствует свобода слова и не соблюдаются гражданские права. Издание считает не разумным собираться и обсуждать экологические проблемы, там где основа экономики завязана на добыче углеводородов, а экологи подвергаются репрессиям и сидят в тюрьмах. Газета в качестве примера поведения властей приводит события июня 2023 года, когда жители азербайджанского села Сёюдлю, вышли на улицы, чтобы осудить загрязнение окружающей среды, связанное с токсичными отходами золотого рудника. Полиция жёстко подавила этот протест, подвергнув репрессиям местных жителей.
Специалисты отмечают, что Азербайджан — одно из самых авторитарных и коррумпированных государств в мире, и самое несвободное из государств, когда-либо принимавших у себя Конференцию ООН по изменению климата. Согласно «Freedom House» афганцы имеют больше политических прав при Талибане, чем азербайджанцы при Алиеве. Говоря о выборе Азербайджана в качестве места проведения, американский ученый и специалист по Ближнему Востоку Майкл Рубин отметил, что: «Азербайджан — нелепый выбор. Азербайджан не может позиционировать себя как потенциальная жертва изменения климата; его главная экологическая проблема — не климат, а загрязнение природы, осуществляемое самим Азербайджаном, и семья Алиевых с приближенными, которые ставят себя выше закона».
Занимающаяся мониторингом действий по сокращению выбросов парниковых газов исследовательская группа «Climate Action Tracker» говоря об Азербайджане как о месте проведения саммита, в своём докладе заявила, что «Те, кто заинтересован в том, чтобы мир оставался зависимым от ископаемого топлива, не должны контролировать переговоры по климату». Экологическая и правозащитная организация «Urgewald» совместно с крупнейший сетью экологических НПО «CEE Bankwatch Network» в своём докладе, посвящённом азербайджанской нефтяной компании SOCAR, также выступили против проведения саммита в Азербайджане. Один из авторов доклада Регина Рихтер говоря о планах SOCAR значительно увеличить добычу углеводородов и о председательстве Азербайджана на климатическом саммите в Баку, заявила: «Готовясь к COP29, мы не можем не задаться вопросом: поставили ли мы лису ответственной за курятник?».
Осенью 2024 года Азербайджан выступил с инициативой глобального перемирия. Это предложение, подобно древней традиции Олимпийского перемирия, призывает к прекращению вооружённых конфликтов на период проведения климатического саммита. Как отмечает «The Guardian», просочившийся проект призыва к перемирию представляет Азербайджан в роли миротворца, в связи с чем Азербайджан был обвинён в лицемерии, учитывая ситуацию с правами человека в стране и войну с Арменией, инициированные Азербайджаном прошлогодние военные действия в Нагорном Карабахе, результатом которых стал исход более 100 тысяч армян из региона. Климатический активист и борец за мир, бывший генеральный директор Unilever Пол Полман заявил, что «идея перемирия — это глубоко циничный пиар-ход Азербайджана, призванный отвлечь внимание мира от его прошлогодней этнической чистки в Нагорном Карабахе». В тоже время Ибад Байрамов, сын политзаключенного Губада Ибадоглу, заявлял, что война позволила Азербайджану отвлечь внимание от происходящего внутри государства, где последовательно шаг за шагом разрушается институт гражданского общества, а видные деятели оппозиции заключены в тюрьму. По его словам, чтобы избежать шума и огласки, власти на период проведения климатического саммита намеренно заморозили все судебные дела над оппозиционерами. Согласно ему, «недавний призыв правительства к перемирию — это не что иное, как отвлечение внимания иностранных правительств от суровой реальности на местах». В свою очередь правительство Азербайджана отвергло критику. Со слов Ялчина Рафиева, инициатива о призыве к перемирию не имеет никакой связи с Арменией. Согласно ему Азербайджан просто призывает к перемирию, и это не связано с какими-либо политическими вопросами.

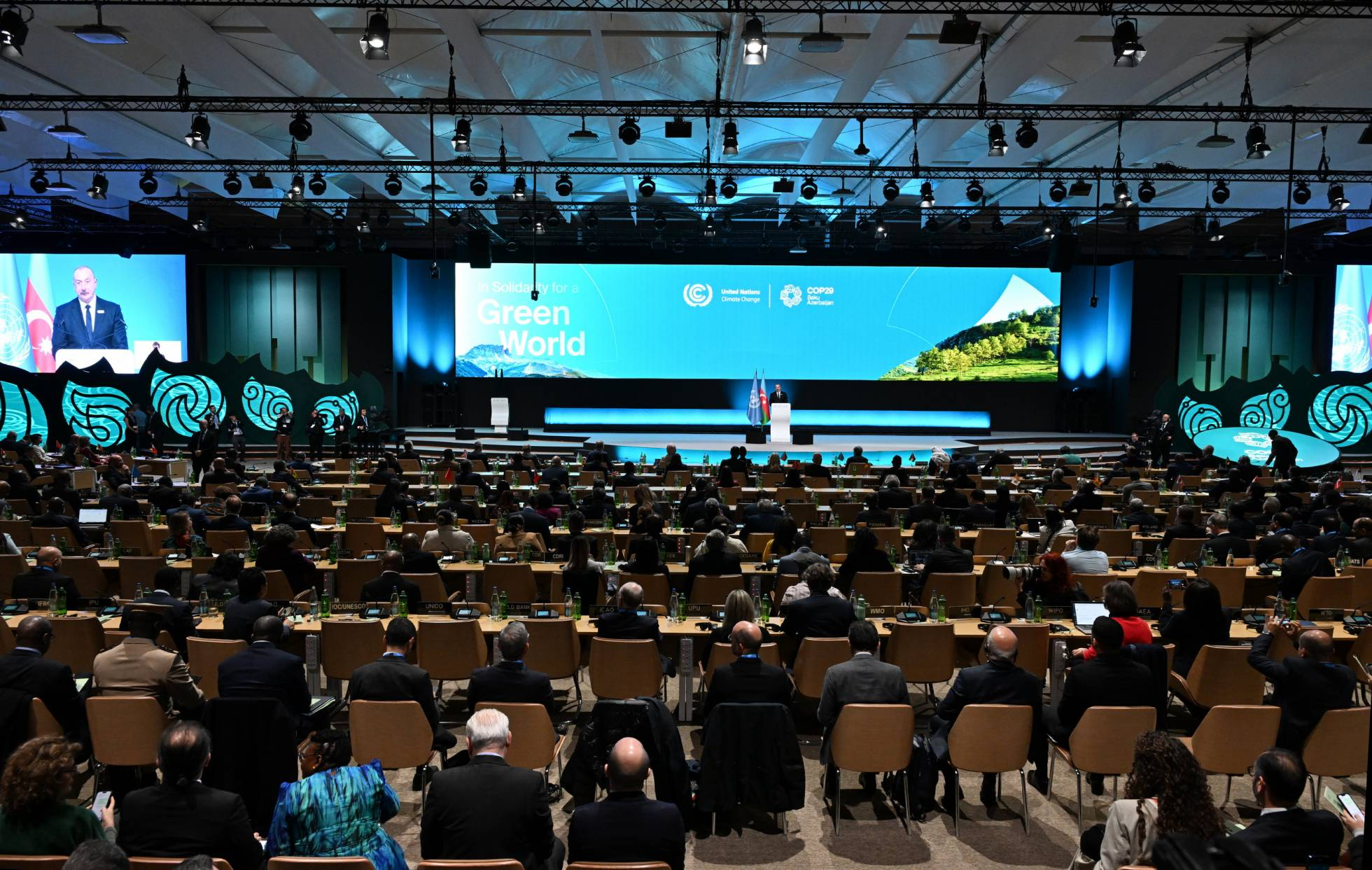
Саммит лидеров COP29

## Скандалы и заявления

### Фальшивые аккаунты в соцсетях и продвижение положительного образа Азербайджана
Накануне конференции о изменению климата «The Guardian» провело расследование, в ходе которого обнаружилось множество фальшивых аккаунтов в социальных сетях. Все они поддерживали проведение климатического саммита в Азербайджане. Фальшивые аккаунты в соцсети X продвигали положительный образ Азербайджана и заглушали критику. Большинство этих аккаунтов было создано после июля. До этого семь из десяти наиболее популярных постов с хештегами #COP29 и #COP29Azerbaijan критиковали роль Азербайджана в конфликте с Арменией, используя также такие хештеги, как #stopgreenwashgenocide. Однако, уже к сентябрю ситуация изменилась, и десятка самых популярных постов принадлежала официальному аккаунту COP29 Азербайджана.
По данным «Global Witness», проведшей свой анализ, искусственное увеличение охвата правительственных постов заглушает независимую критику в адрес страны по вопросам климата и репрессий в отношении прав человека. Анализ «Global Witness» выявил 71 подозрительный аккаунт в сети X. Все аккаунты имели баннеры и профили с изображением природы, часто цветов или деревьев, причём некоторые использовали одинаковые изображения. Более половины их постов в сентябре были с хештегами #COP29 или #COP29Azerbaijan, а 70 % ретвитов приходились на официальные посты COP29 Азербайджана или других правительственных аккаунтов. Аккаунты также образовывали сеть: большинство из них были связаны минимум с шестью другими подозрительными аккаунтами. Анализ постов первых 16 выявленных аккаунтов показал, что 1 октября 12 из них публиковали сообщения одно за другим, что позволяет предположить, что ими управлял один человек, который последовательно входил в каждый аккаунт. Ещё 111 аккаунтов были замечены в поддержке официальных лиц COP29, но не использовали изображения с природной тематикой.
«The Guardian» отметил, что Азербайджан уже имеет богатый опыт использования фейковых аккаунтов в социальных сетях. В частности, на это обратил внимание владелец Facebook Meta в апреле 2022 года. Тогда в Facebook была выявлена целая сеть проправительственных фейковых аккаунтов, занимавшихся кибершпионажем и скоординированным неаутентичным поведением. Они были нацелены в основном на граждан Азербайджана, в том числе активистов, оппозицию, журналистов и правозащитников, проживающих за рубежом.
Другое расследование, проведенное «Democracy for Sale» совместно с изданием «i Paper» и специалистами по вопросам изменения климата, коррупции и демократии «SourceMateria», показало, что лоббисты из Великобритании занимаются «экологическим отбеливанием» Азербайджана. В частности, крупная британская лоббистская фирма «Teneo», имеющая связи с высокопоставленными британскими политиками и крупными нефтяными компаниями, занималась лоббированием интересов Азербайджана. Согласно расследованию, компания «Teneo» получила 4,7 миллиона долларов для того, чтобы помочь авторитарному режиму Азербайджана улучшить его имидж накануне важного климатического саммита ООН.

### Партнеры конференции и связь с семьей Алиевых
В сентябре 2024 года были названы первые официальные партнеры COP29. Ими стали азербайджанские компании. Партнером по энергетическому переходу стал «SOCAR Green»; по стратегическому влиянию — «PASHA Holding»; по устойчивому развитию — «Azersun»; партнером по глобальным грузовым стала авиакомпания «Silk Way West Airlines». Спустя несколько дней партнёрами стали ещё две азербайджанские компании — «NEQSOL Holding» и «GILTEX». В конце октября банковским партнером конференции стал Международный банк Азербайджана. Партнёром по размещению гостей стал расположенный на побережье Каспийского моря курортный комплекс премиум класса «Sea Breeze».
За десять дней до начала конференции Центр по исследованию коррупции и организованной преступности опубликовал результаты расследования, в котором специалисты показали что в почти все местные компании, названные «официальными партнерами» COP29, либо принадлежат правящей семье Алиевых, либо лицам, имеющим тесные связи с ней. Так, «PASHA Holding» принадлежит Лейле и Арзу Алиевым, дочерям Ильхама Алиева. Другой совладелец, Пашаев — двоюродный брат первой леди и вице-президента Азербайджана Мехрибан Алиевой. Компания «GILTEX» входит в состав «Gilan Holding», в которой контрольный пакет акций также принадлежал сёстрам Алиевым. Владельцем крупнейшей азербайджанской продуктовой компании «Azersun» является Абдулбари Гезал, чей племянник Хассан Гезал не только активно участвовал в его бизнесах, но также был директором трёх компаний, зарегистрированных в 2008 году на Британских Виргинских Островах от имени сестёр Алиевых. Авиакомпания «Silk Way West Airlines» принадлежит бывшему государственному чиновнику Зауру Ахундову. Однако, до этого через дочернюю фирму она также была связана с правящей семьей. В 2010 году расследование «Радио Свобода» показало, что Арзу Алиева, младшая дочь президента Азербайджана, числилась среди трёх владельцев банка «Silk Way Bank» — финансового подразделения «Silk Way Group», в которую входит авиакомпания. Напрямую с семьёй Алиевых и её окружением также связаны «SOCAR Green» и «Международный банк Азербайджана». Последний был причастен к отмыванию денег семьей Алиевых, и операции, ставшей известной как «Азербайджанский ландромат». Тогда через банк за два года благодаря четырём зарегистрированным в Великобритании подставным компаниям прошло 2,9 миллиарда долларов.
Курортный комплекс «Sea Breeze», в котором размещались гости конференции, принадлежит Эмину Агаларову, бывшему мужу Лейлы Алиевой и тестю Ильхама Алиева. Расследование выявило, что компания Агаларова без какого либо тендера получила государственный заказ на размещение 5 тысяч гостей конференции. Шесть азербайджанских журналистов «Abzas Media», первыми сообщившие об отсутствии какого-либо тендера, подверглись преследованию со стороны азербайджанских властей. Все они были арестованы по политически мотивированным обвинениям.

### SOCAR
В конце января 2024 года был назначен главный исполнительный директор COP29 в Азербайджане. Им стал заместитель министра энергетики и член правления «SOCAR» Эльнур Солтанов. В опубликованном накануне саммита совместном отчете «Transparency International» и «Anti-Corruption Data Collective» выразили обеспокоенность тем, что нефтяная компания «SOCAR», которая на протяжении десятилетий была втянута в коррупционные скандалы, может использовать конференцию COP29 для «озеленения» своего имиджа, одновременно тайно заключая сделки по расширению добычи ископаемого топлива.
За несколько дней до начала климатической конференции в Баку в интернете появилась видеозапись, на которой Эльнур Солтанов предлагает потенциальному инвестору содействовать заключению сделок на добычу нефти и газа. Сотрудники «Global Witness» выдав себя за фиктивных инвесторов, связались с Солтановым и предложили тому инвестиции в добычу ископаемого топлива в обмен на участие в спонсорстве мероприятия. Опубликованная в сети запись показывает, как исполнительный директор азербайджанской команды COP29 Эльнур Солтанов обсуждает «инвестиционные возможности» в государственной нефтегазовой компании с человеком, выдающим себя за потенциального инвестора, и заявляет тому «У нас есть много газовых месторождений, которые необходимо разработать». В свою очередь чиновники COP для обсуждения инвестиционных возможностей представили потенциального инвестора старшему руководителю национальной нефтегазовой компании «SOCAR». На видео записи Эльнур Солтанов говорит фиктивным инвесторам, что Азербайджан возможно вечно будет добывать нефть и газ. Кроме этого желая свести две стороны, он заявил: «Я был бы рад связать вашу команду с командой Socar, чтобы вы могли начать обсуждения». Вскоре после этого сотрудники «Global Witness» получили электронное письмо от «SOCAR», в котором выражалось желание начать сотрудничество. При этом желание развивать и расширять добычу ископаемого топлива шло в разрез с конференцией 2023 года, где страны пришли к соглашению не разрабатывать новые месторождения ископаемого топлива. Как отмечает главный редактор отдела по климату издания BBC Джастин Роулатт, попытки заключать деловые сделки в рамках работы климатического саммита, вероятно являются серьёзным нарушением стандартов поведения должностного лица этого саммита. Кроме этого климатические конференции направлены на сокращение добычи и использования ископаемого топлива — основного фактора изменения климата, — а не на увеличение продаж и разработку новых месторождений. Кристина Фигерес являющаяся одним из авторов Парижского соглашения, была шокирована тем, что кто-либо в процессе проведения конференции может использовать своё положение для заключения нефтегазовых сделок. Она заявила, что это вопиющее поведение, которое в корне противоречит целям климатической конференции, и является предательством процесса борьбы с глобальным потеплением.
Опубликованная запись усилила призывы активистов, ограничить и не допустить участия в будущих климатических конференциях представителей топливной промышленности и её лоббистов

### Позиция США и Китая
В преддверии саммита вновь избранный президент США Дональд Трамп заявил, что США могут вновь выйти из Парижского соглашения по климату. В 2023 году США выделили почти 10 миллиардов долларов на международное климатическое финансирование (для сравнения, ЕС — $31 млрд)
Высказывались опасения, что отказ США от обязательств «оставит дыру»  в новой глобальной цели по финансированию, которую другим донорам будет трудно заполнить.
Китай занял крайне сдержанную позицию в отношении отказа от углеродного топлива. Глава китайской делегации по вопросам климата Чжао Инь Минь сообщил, что страна согласится вносить только добровольные взносы в будущее климатическое финансирование. В определениях ООН страна по-прежнему относится к  развивающимся и может не участвовать в финансировании мер по борьбе с глобальным потеплениям в третьих странах. Хотя США призывают Китай вносить более весомый вклад, Китай утверждает, что его включение «разбавит историческую ответственность развитых стран». Согласно данным правительства, двусторонние и региональные климатические вклады Китая составляют в общей сложности около $3 млрд в год, но в основном в форме займов, а не грантов.

### Недофинансирование  саммита
Организация СОР финансируется за счет взносов ведущих стран-участниц, но в 2024 году средства на проведение мероприятия не поступили от 29 стран, среди которых были США, Китай, Бразилия, Саудовская Аравия, Индия. Азербайджану пришлось за свой счет везти в Баку делегации из 40 островных государств по 4 представителя от каждого.

### Талибан
К участию в саммите впервые пригласили представителей террористического движения «Талибан» в качестве правительства Афганистана. «Талибан» запрещён в некоторых странах (например, в России) и не признан ООН в качестве правительства Афганистана.
Согласно исследованию правозащитников из «Save the Children», Афганистан занимает шестое место среди стран, наиболее уязвимых к последствиям изменения климата. При этом на конец 2023 года там насчитывалось самое большое количество детей, оставшихся без крова в результате климатических катастроф среди всех стран мира. Представители «Талибана» заявили, что они используют конференцию для укрепления сотрудничества с международным сообществом в области охраны окружающей среды и изменения климата. 13 ноября в рамках конференции прошли переговоры между ними и  представителями Международного Красного Креста.

## Организационный комитет COP2024
Оргкомитет COP29 был создан 13 января 2024 года. Министр экологии и природных ресурсов Азербайджана Мухтар Бабаев был назначен президентом COP29. 19 января и 22 февраля 2024 года состав комитета был расширен. Комитет состоит из 56 членов, включая министров, членов Национального собрания и других глав государственных органов. Председатель организационного комитета COP29 — руководитель администрации президента Азербайджана Самир Нуриев.
Климатические активисты и ученные выразили обеспокоенность включением в организационный комитет людей, напрямую или косвенно связанных с азербайджанской нефтегазовой промышленностью, что согласно их мнению, непременно помешает работе конференции, и приведет к лоббированию своих интересов и тайным сделкам. В тоже время международные правозащитные организации также выразили обеспокоенность в связи с включением в оргкомитет COP29 людей, связанных с государственными органами, причастными к репрессиям в отношении граждан Азербайджана.

## Повестка COP29

### Инициативы
| Название | Цель | Итоги, комментарии, ход обсуждения |
| --- | --- | --- |
| Новая коллективная количественная цель по климатическому финансированию (NCQG); Бакинская инициатива по финансированию климата (BICFIT) | Согласование по финансовой цели на период после 2025 года. Укрепление связи между климатическим финансированием, инвестициями и торговлей. | Основное обсуждение COP 29, обсуждение продолжается |
| Фонд действий по финансированию климата (Климатический фонд Азербайджана, CFAF)                                                         | Стимулирование мер по смягчению последствий, адаптации и исследований в климатической сфере. | Инициатива заморожена |
| Обязательство по зеленым энергетическим зонам                                                                                           | Продвижение зеленой энергетики, инфраструктуры и регионального сотрудничества. | По состоянию на 15 ноября Азербайджан готовил обязательство, ориентированное на развитие зон и коридоров зеленой энергии. |
| COP29 Обязательство по хранению энергии и сетям                                                                                         | Увеличение емкости хранения энергии и модернизация глобальных энергетических сетей. | Одобрена 15 ноября. Было принято соглашение добавить или отремонтировать 25 миллионов километров сетей по всему миру к 2030 году и признана необходимость добавить или отремонтировать еще 65 миллионов километров к 2040 году |
| COP29 Декларация по чистому водороду | Устранение барьеров для развития глобального рынка чистого водорода. | К 17 ноября принят комплексный план по улучшению производства и использования водорода |
| Призыв к климатическому перемирию (COP Truce Appeal)                                                                                    | Предложение Азербайджана о перемирии в рамках COP | В конце первой недели призыв к перемирию на КС не занимал видное место в повестке дня. Тем не менее, председательство Азербайджана заявило, что инициатива получила поддержку 132 стран.                                       |
| Декларация о зеленых цифровых действиях                                                                                                 | Сокращение выбросов и продвижение зеленых технологий. | Декларацию 16 ноября одобрила Коалиция за цифровую экологическую устойчивость (CODES), поддерживаемая Международным научным советом (ISC).                                                                                     |
| Бакинская инициатива по человеческому потенциалу                                                                                        | Развитие образования, здоровья и навыков для устойчивости к изменению климата. Среди них — сделать здравоохранение и экологическую грамотность основной образовательной целью, а также экологизация образования для обеспечения устойчивой и стойкой школьной инфраструктуры | Обсуждается, по состоянию на 18 ноября |
| Harmoniya Climate Initiative for Farmers                                                                                                | Поддержка фермеров через сотрудничество и финансирование устойчивого сельского хозяйства. | Объявлена |
| Декларация о сокращении метана из отходов                                                                                               | Уменьшение выбросов метана в секторе отходов и пищевых систем. | Международная ассоциация по твердым отходам назвала встречу по изменению климата в Баку поворотным моментом для сектора отходов и ресурсов                                                                                     |
| Карта для устойчивых городов | Усиление межсекторального сотрудничества для устойчивого развития городов. | Стимулирование дискуссий по этой теме, только в октябре 2024 года прошли панели с более чем 32 000 зарегистрированных участников                                                                                               |
| Декларация о действиях в сфере туризма                                                                                                  | Снижение выбросов и повышение устойчивости в секторе туризма. | Сектор впервые включён в повестку действий ООН, обсуждения назначены на 20 октября |
| Декларация о воде для борьбы с изменением климата                                                                                       | Интеграция водных решений в национальную климатическую политику. | 18 ноября UN-Water представил отчёт «ООН-Водные ресурсы», прошло обсуждение практических стратегий интеграции водных ресурсов в политику по борьбе с изменением климата.                                                       |
| Бакинская платформа климатической прозрачности (BTP)                                                                                    | Поддержка развивающихся стран в подготовке отчетов и повышении прозрачности. | Была запущена 3 сентября 2024 года |

### Цели Парижского соглашения
Климатический саммит прошёл на фоне заявлений учёных о продолжающихся рекордных выбросах углекислого газа в атмосферу и о том, что  «будущее человечества висит на волоске». Международное энергетическое агентство заявило ещё в 2021 году, что если мир хочет к 2050 году сократить выбросы CO2 до нуля, то уже сейчас никто не должен разрабатывать и эксплуатировать новые месторождения ископаемого топлива.
Целью конференций COP является ограничение количества углекислого газа в мире до 1,5 градусов Цельсия, как в доиндустриальную эпоху, как того требует Парижское соглашение. Исполнительный секретарь Рамочной конвенции ООН об изменении климата Саймон Стил заявил, что минимум 2/3 стран мира должны резко сократить выбросы углекислого газа в атмосферу.
В день открытия COP29 прошло согласование международных стандартов углеродного рынка (статья 6 Парижского соглашения) по торговле углеродными кредитами, что должно стимулировать страны сокращать выбросы и инвестировать в проекты, благоприятные для климата.

### Финансирование
Главная тема повестки саммита — согласование нового режима финансирования мер по борьбе с изменением климата и помощь развивающимся странам. На момент конференции только 23 страны обязаны предоставлять климатическое финансирование, включая Западную Европу, США, Японию, Австралию, Канаду и Новую Зеландию, а также ЕС на отдельной основе для государств-членов. Активисты и политики настаивают, что Китай и страны Персидского залива также должны начать официально вносить свой вклад в климатическое финансирование. Исполнительный секретарь РКИК ООН Саймон Стил на церемонии открытия призывал отказаться от мысли, что климатическое финансирование – это благотворительность. Но так как США и Китай стремятся отстраниться от финансирования климатических проектов, финансовые обязательства могут в основном лечь на страны ЕС.
В 2009 году западные страны взяли на себя обязательство выделять на эти цели $100 млрд ежегодно. Соглашение о данном финансировании истекает в 2024 году, хотя уже с 2020-го развитые страны не всегда исполняли данное обязательство по финансированию. При этом стоимость мер по финансированию сокращения выбросов только африканских стран, выдвинутая кенийским правительством, достигает порядка $1,3 трлн в год. Арабские страны, включая Саудовскую Аравию, хотят получить целевой показатель финансирования в размере 1,1 трлн долларов США в год, из которых 441 млрд долларов США будут предоставлены непосредственно правительствами развитых стран в виде грантов. «Amnesty International» и другие участники движения за климатическую справедливость призывают к цели в размере не менее $1 триллиона в год.   Исследование «Climate Policy Initiative» указывает, что разрыв между текущими инвестициями и необходимыми до 2030 года для достижения целевых показателей Парижского соглашения, составляет 6 трлн долларов США в год.
Промышленно развитые страны отвергли предложения о десятикратном увеличении финансирования как нереалистичные и настаивали, чтобы Китай и страны Персидского залива разделили финансовое бремя. Проект текста соглашения о новом финансировании не был принят к субботе 17 ноября. Европейские переговорщики заявили, что крупные нефтедобывающие страны, включая Саудовскую Аравию, также блокируют обсуждение вопроса о том, как реализовать соглашение саммита COP28 по отказу мира от ископаемого топлива. С особенными трудностями привлечения инвестиций столкнулись государства, затронутые конфликтами. Для решения этой проблемы 15 ноября было объявлено о создании «Сети стран, уязвимых к изменению климата», куда вошли Бурунди, Чад, Ирак, Сьерра-Леоне, Сомали, Восточный Тимор и Йемен.
Опасения вызывали заявления новоизбранного президента США Дональда Трампа о выходе из Парижского соглашения по ограничению глобального потепления.
План Азербайджана по созданию аналогичного Климатического фонда помощи развивающимся странам был заморожен. Предположительно, потенциальные доноры из развивающихся стран не хотели, чтобы их пожертвования в фонд Азербайджана рассматривались как прецедент, который можно будет использовать как аргумент за увеличение финансирования по финансовой цели на период после 2025 года.
Тем не менее, были приняты отдельные инициативы. 14 ноября участники Платформы по климату в сфере бизнеса, инвестиций и благотворительности заявили о намерении объединятся для ускорения развертывания частного капитала на климатических рынках. Региональные программы анонсировали Азиатский банк развития, представители банковского сектора Азербайджана. Швеция объявила о взносе в размере 730 миллионов долларов в Зеленый климатический фонд ООН. 15 ноября Дания, Финляндия и Норвегия объявили о дополнительных взносах в Фонд финансирования систематических наблюдений.

### Возобновляемая  энергия
Ещё один вопрос повестки саммита — какой прогресс достигнут в выполнении обещания утроить мощности  возобновляемой энергии и удвоить энергоэффективность как способ снижения спроса на ископаемое топливо. Генеральный секретарь ООН Антониу Гутерриш провел несколько встреч по важнейшим минералам, необходимым для технологий возобновляемой энергии. Ожидается, что спрос на медь, литий, никель, кобальт и редкоземельные элементы утроится к 2030 году. Антониу Гутерриш обсуждал возможность управления спросом и устойчивой эксплуатации этих полезных ископаемых.

### Планы Азербайджана как принимающей страны
Азербайджан — одна из самых зависимых от ископаемого топлива экономик. Нефть и газ составляют 90% ее экспорта и обеспечивают 60% государственного бюджета. Правительство страны заявило о планах значительное расширить долю ветровой и солнечной энергии, построить соединительный элемент для передачи этой низкоуглеродной энергии в Восточную Европу по дну Черного моря в Болгарию, Венгрию и Румынию.
В то же время исследователи из группы «Climate Action Tracker» (CAT) не верит в озвученные Азербайджаном планы по переходу на возобновляемые источники энергии и считают, что Азербайджан «заинтересован в том, чтобы мир оставался на крючке у ископаемого топлива». Они отмечают, что планы SOCAR в отношении «зелёной экономики», были озвучены лишь после того, как Азербайджан был выбран местом проведения климатического саммита. Более того, согласно докладу «Climate Action Tracker», поставленные SOCAR и Азербайджаном цели, а также действия в отношении альтернативных источников энергии являются критически недостаточными. Аналитики «CAT» заявили что Азербайджан удваивает добычу ископаемого топлива, из-за чего он попал в список небольшой группы стран, которые ослабили взятые на себя обязательства в отношении улучшения климата.
Согласно отчету экологических организаций «Urgewald» и «CEE Bankwatch» Азербайджан собирается значительно увеличить добычу углеводородов, на что страной тратятся огромные деньги на постройку соответствующей инфраструктуры и разведку новых месторождений нефти и газа. Специалисты посчитали, что сжигание ожидаемой добычи газа приведет к выбросу в атмосферу около 780 млн тонн углекислого газа (CO2), что более чем вдвое превышает годовые выбросы Великобритании. При этом ученые еще в 2021 году пришли к выводу, что большинство существующих запасов газа необходимо оставить в земле, чтобы ограничить глобальное потепление до 1,5 °C. Кроме этого в докладах «Climate Action Tracker», «Urgewald» и «CEE Bankwatch» также говорится, что Азербайджан и SOCAR обвиняются в нарушении прав человека, что в свою очередь также мешает борьбе с глобальным потеплением. Авторы заявили, что для победы над климатическим кризисом необходимо, чтобы гражданское общество имело свободу слова и защищало права человека.
Европейский Союз поддержал инициативы Азербайджана по проведению политики в соответствии со стандартами ЕС, особенно в области энергоэффективности.

## Проведение

### Участники
В конференции приняли участие делегации всех 198 стран, подписавших Рамочную конвенцию ООН об изменении климата.
В конференции принимают участие: генеральный секретарь ООН Антониу Гутерриш, президент Всемирного Банка Аджай Банга, президент Европейского Банка Развития, президент Азиатского Банка Развития и Реконструкции,  президент Исламского Банка Развития, генеральные секретари Организации экономического сотрудничества, Организации Тюркских Государств, ГУАМ, Европейского совета Шарль Мишель, еврокомиссар по защите климата Вопке Хукстра, еврокомиссар по вопросам энергетики Кадри Симсон, государственный секретарь Святого престола Кардинал Пьетро Паролин, генеральный секретарь Совета Европы Алан Берсе. И другие высокопоставленные лица государств: 
- премьер-министр Албании Эди Рама[72]
- президент Алжира Абдельмаджид Теббун
- президент Беларуси Александр Лукашенко[73]
- президент Болгарии Румен Радев
- премьер-министр Великобритании Кир Стармер[70]
- премьер-министр Венгрии Виктор Орбан[70]
- премьер-министр Греции Кириакос Мицотакис[74]
- премьер-министр Грузии Ираклий Кобахидзе[75]
- король Иордании Абдалла II ибн Хусейн
- президент Ирака Абдул Латиф Рашид
- председатель правительства Испании Педро Санчес[70]
- премьер-министр Италии Джорджа Мелони[70]
- президент Казахстана Касым-Жомарт Токаев
- президент Кипра Никос Христодулидис[76][77]
- президент Колумбии Густаво Петро
- кронпринц Кувейта Сабах аль-Халид ас-Сабах
- президент Кыргызстана Садыр Жапаров
- президент Латвии Эдгар Ринкевич
- президент Непала Рам Чандра Паудел[78]
- премьер-министр Пакистана Шахбаз Шариф[79]
- президент Польши Анджей Дуда[80]
- премьер-министр России Михаил Мишустин[6]
- наследный принц Саудовской Аравии Мухаммед ибн Салман Аль Сауд
- президент Сербии Александр Вучич[81]
- президент Словакии Петер Пеллегрини[82][83]
- президент Таджикистана Эмомали Рахмон
- президент Турции Реджеп Тайип Эрдоган[84][70]
- президент Узбекистана Шавкат Мирзиёев
- президент Финляндии Александр Стубб
- премьер-министр Хорватии Андрей Пленкович
- премьер-министр Люксембурга Люк Фриден
- премьер-министр Лихтенштейна Даниэль Риш
- премьер-министр Мальты Роберт Абела
- премьер-министр Египта Мустафа Мадбули
- премьер-министр Морокко Азиз Аханнуш
- премьер-министр Бельгии Александр де Кроо
- премьер-министр Дании Мэтте Фредериксен
- премьер-министр Чехии Пётр Фиала
- президент Молдовы Майя Санду
- президент ОАЭ Мухаммад бин Заид аль Нахайян
- президент Черногории Яков Милатович
- президент Северной Македонии Гордана Силяновская
- руководитель Боснии и Герцеговины Денис Бечирович
- президент Эфиопии Тайе Ацке-Селассие
- премьер-министр Кении Мусалия Мудавади
- президент Конго Дени-Сассу Нгессо
- президент Мавритании Мухаммад уль аш-шейх Газуани
- президент Руанды Поль Кагамэ
- президент Мальдив Мухамед Муиззу
- президент Монголии Ухнаагийн Хурелсух
- вице-президент Бразилии Жералду Алкмин
- президент Боливии Луис Катакора
- президент Гайаны Али Ирфаан
- руководитель временного правительства Бангладеша Мухаммед Юнус
- вице-президент Ирана Сина Ансари
- премьер-министр Бутана Церинг Тогбай
- вице-канцлер Германии Роберт Хабек

Впервые в конференции приняли участие представители движения «Талибан», которые не признаны ООН как правительство Афганистана.
Делегацию США возглавил Джон Подеста, советник президента США по международной климатической политике.
От участия в саммите отказались: 
- премьер-министр Австралии Энтони Албаниз[86]
- президент Бразилии Луис Инасиу Лула да Силва[86] (из-за проблем со здоровьем после падения в ванне[87])
- король Великобритании Карл III[86]
- канцлер Германии Олаф Шольц из-за начавшегося в Германии политического кризиса[86]
- глава Еврокомиссии Урсула фон дер Ляйен[86]
- президент Израиля Ицхак Герцог[88]
- премьер-министр Индии Нарендра Моди[86]
- президент Ирана Масуд Пезешкиан[89]
- премьер-министр Канады Джастин Трюдо[86]
- председатель КНР Си Цзиньпин[86]
- премьер-министр Папуа-Новой Гвинеи Джеймс Марапе в знак протеста отсутствию «быстрой поддержки жертв изменения климата» от крупных стран[86]
- президент России Владимир Путин[86]
- президент США Джо Байден[86]
- президент Украины Владимир Зеленский[90]
- из-за места проведения[86] президент Франции Эмманюэль Макрон[86]
- премьер-министр ЮАР Сирил Рамафоса[86]

Не появилась и, получавшая азербайджанское приглашение, делегация Армении. Также президент Аргентины Хавьер Милей дал указание отозвать национальную делегацию из Баку. Могли остаться только делегаты от региональных правительств.
На 8 ноября 2024 года регистрацию для участия в COP29 прошли 67 тыс. человек. Из них 3,5 тыс. представителей СМИ. Остальные — члены официальных делегаций неправительственных организаций, стран и международных организаций. Присутствовало боле 1 700 представителей компаний добывающего сектора.

### Площадка
Местом проведения конференции стал Бакинский олимпийский стадион.
Синяя зона
Синяя зона являлась официальным местом проведения конференций, сессий, встреч, пресс-конференций и переговоров. Доступ в синюю зону предоставлялся только участникам, аккредитованным UNFCCC (Рамочная конвенции ООН об изменении климата).
В синей зоне были расположены 9 дополнительных и 5 специальных залов для проведения мероприятий, а также 132 офиса для делегатов. Здесь также  действовали павильоны нескольких стран, например павильон Азербайджана, где состоялась презентация «Культура для климата».
Зелёная зона
Зелёная зона рассчитана была на участие сообществ. Здесь были проведены выставки, семинары, культурные мероприятия на темы нехватки воды в регионе, внедрения инноваций в области возобновляемых источников энергии, природы и биоразнообразия, сохранения экосистемы океана.
В зелёной зоне были созданы павильоны 58 иностранных и местных компаний. В зелёной зоне также действовали НПО, СМИ и молодёжная группа. Работали 18 B2B-комнат, 4 комнаты для конференций. Зона была открытой для посещения. Общая площадь зелёной зоны составляла 37 500 м2.
Среди павильонов, представленных в зоне: совместный павильон Фонда Гейдара Алиева и Фонда нулевых отходов Турции («Центр солидарности»); Национальный павильон Кыргызстана, выполненный в виде юрты (представлен впервые); национальный павильон ОАЭ, где проведены более 60 климатических мероприятий; совместный павильон учёных Турции и Азербайджана «Платформа устойчивого будущего»; павильон компании «Trendyol».

### Ход конференции
1 ноября открыт колл-центр COP29. Колл-центр был доступен через онлайн-чат на официальном интернет-сайте COP29, посредством мессенджеров WhatsApp и Telegram, либо по короткому номеру 1029. Действовало интерактивное голосовое меню и чатбот.
4 ноября началось проведение предсессионных рабочих групп по COP29.
11 ноября состоялось открытие саммита с участием председателя COP28 Султана Аль-Джабера, председатель COP29 Мухтар Бабаев, генеральный секретарь ООН Антониу Гутерриш. На церемонии председательство передано от ОАЭ к Азербайджану.
11 ноября состоялось открытие.
12, 13 ноября проведён «Саммит действий» мировых лидеров по мерам в отношении климата.
В первый день саммита проведена панельная дискуссия по вопросу ущерба из-за изменения климата, с которыми сталкиваются малые островные государства и распределения климатического финансирования для уязвимых стран. Достигнуто соглашение между странами о принятии части сделки по торговле квотами на выбросы углекислого газа для помощи бедным странам в борьбе с изменением климата.
Приняты новые международные правила для рынка углеродных кредитов. Рынок углеродных кредитов к 2030 году может приносить до 250 миллиардов долларов и привести к сокращению выбросов на 5 миллиардов тонн CO2 в год.
13 ноября состоялась встреча лидеров по климатической деятельности и сотрудничеству в области устойчивого развития. Обсуждены энергетический переход, управление природными ресурсами и усиление климатических мер.
13 — 14 ноября прошё Форум устойчивых инноваций, организованный Кембриджским институтом лидерства в области устойчивого развития и «Climate Action».
- 14 ноября — День финансов, инвестиций и торговли
- 15 ноября — День энергетики, мира, восстановления

15 ноября проведён 2-й Диалог министров высокого уровня по климатической деятельности, основанной на культуре. В диалоге приняли участие 120 гостей, в том числе министры, заместители министров, руководители международных организаций, эксперты, представители НПО. Обсуждено включению культуры, искусства и наследия в повестку дня действий по борьбе с изменением климата.
- 16 ноября — День науки, технологий, инноваций и цифровизации

16 ноября с участием Международного союза электросвязи состоялся круглый стол высокого уровня по зелёной цифровой деятельности. Будет принята декларация о зелёной цифровой деятельности. Декларация предусматривает ускорение цифровизации, сокращение выбросов в секторе ИКТ, расширение доступа к экологически чистым цифровым технологиям.
- 17 ноября — Свободный день без тематической программы
- 18 ноября — День человеческого капитала, детей и молодёжи, здоровья и образования
- 19 ноября — День потребления, сельского хозяйства и водных ресурсов
- 20 ноября — День урбанизации, транспорта и туризма

20 ноября состоится министерский «круглый стол» на тему «Зелёный городской транспорт».
- 21 ноября — День природы, биоразнообразия, местных жителей, гендерного равенства, океанов и прибрежных зон
- 22 ноября — Финальные переговоры

Финальная пленарная сессия завершилась 24 ноября.

### Освещение в СМИ
Официальными медиа-партнёрами COP29 стали «FT Live», «Project Syndicate», «Newsweek», «CBC» и «ANEWZ».

## Результаты
На конференции принята новая цель глобального климатического финансирования — $300 млрд в год к 2035 году после 2030 года с учётом всех источников финансирования, в том числе частных, государственных, двухсторонних и многосторонних выплат, грантов, кредитов, инвестиций.
Увеличение суммы до $1,3 трлн в год было высказано в качестве намерения.
Была озвучена критика нежелания стран с быстро развивающейся экономикой, в том числе Китая, Сингапура, арабских стран участвовать в финансировании.
Планы о постепенном отходе от ископаемого топлива принять не удалось. Против постепенного отхода выступили арабские страны.
Были утверждены правила работы международных углеродных рынков.
Великобритания и Бразилия объявили о своих новых климатических целях. Индонезия заявила, что планирует в течение 15 лет прекратить деятельность ТЭЦ на ископаемом топливе и развивать возобновляемую энергетику.
Начал работу Глобальный альянс чистой энергии, членами которого стали Бразилия, Австралия, Канада, Германия, Великобритания.

## Молодёжное движение
9 ноября в преддверии COP состоялась 19-я молодёжная конференция ООН об изменении климата «COY19», в которой приняли участие более 400 человек из разных стран мира.
В рамках конференции организован форум молодёжного лидерства. В форуме приняли участие представители организации «Молодежь ООН за климат и окружающую среду».